# Arthur Milchhoefer
Arthur Milchhoefer, född den 21 mars 1852, död den 7 december 1903, var en tysk arkeolog.
Milchhoefer blev 1883 extra ordinarie professor vid akademien i Münster och 1895 ordinarie professor i Kiel. Bland hans skrifter kan nämnas Die Museen Athens (1881), Die Anfänge der Kunst in Griechenland (1883), Untersuchungen über die Demenordnung des Kleisthenes (1892), Das archäologische Skulpturenmuseum der Universität Kiel (1896), Über die Gräberkunst der Hellenen (1899) och Die Tragödien des Aeschylus auf der Bühne (1900). Vidare utgav Milchhoefer betydande verk i samarbete med andra.